# The Stepmother (1972)
The Stepmother ist ein US-amerikanischer Thriller von Howard L. Avedis aus dem Jahr 1972, der in den USA von Crown International Pictures in die Kinos gebracht wurde.

## Handlung
Als der Architekt Frank Delgado eines Abends spät von einer Geschäftsreise aus Mexiko nach Hause kommt, findet er das Auto seines wohlhabenden Kunden Alan Richmond in seiner Einfahrt. Da er vermutet, dass seine Frau Margo und Richmond eine Affäre haben, greift Frank den aussteigenden Richmond an und erwürgt ihn. Fassungslos über seine Tat fährt Frank Richmonds Leiche zum Strand und vergräbt sie mit einem Spaten, den er von zu Hause mitgebracht hat, im Sand. Als er die Beerdigung beendet hat, hört Frank, wie ein junges lateinamerikanisches Pärchen in der Nähe in einen Streit gerät, aber er verschwindet, ohne gesehen zu werden. Als die Polizei am nächsten Morgen einen Bericht über den Fund zweier Leichen am Strand erhält, werden Frank und Margo durch die Ankunft von Franks Geschäftspartner Dick Hill, seiner Frau Sonya und deren Freunden, dem Pornofilmregisseur Goof und seiner Frau Rita, geweckt. Der angespannte Frank willigt ein, die anderen zum Strandhaus von Richmond zu begleiten, wo er und Dick ein weiteres Anwesen bauen. Auf dem Polizeirevier berichtet Inspektor Darnezi dem Chefinspektor, dass die Leichen von Richmond und einer jungen Latina in der Nähe des Strandes gefunden wurden und fragt sich, wie sie zusammenhängen. Im Strandhaus versichert Dick Frank, dass die finanziellen Schwierigkeiten ihrer Firma bald ein Ende haben werden, da Richmond am Nachmittag eine große Zahlung machen wird. In der Zwischenzeit untersucht Darnezi Richmonds Stadthaus und trifft später im Strandhaus ein.
Dort informiert er die Gruppe über Richmonds Ermordung und erfährt bei der Befragung, dass Richmond am Abend zuvor mit all seinen Freunden außer Frank im Haus der Delgados zu einer informellen Party war. Misstrauisch geworden durch Franks knappe Antworten und sein Beharren auf der genauen Uhrzeit, zu der er nach Hause gekommen ist, teilt Darnezi seine Bedenken dem Chief Inspector mit, der von Franks Beteiligung nicht überzeugt ist. Am nächsten Tag überlegt Dick im Büro, ob sie einen Kredit aufnehmen können, um die hohe persönliche Investition in Richmonds neues Haus zu finanzieren. Bei den Vorbereitungen für eine Grillparty im Haus der Delagdos unterhalten sich Margo und Sonya über ihre jeweiligen Ehen. Margo vertraut Sonya an, dass Richmond sie in der Nacht, in der er starb, im Drogen- und Alkoholrausch angesprochen hat, nachdem alle anderen die Party verlassen hatten. Margo befürchtet, dass Frank davon erfahren könnte, da er seit seiner Rückkehr aus Mexiko nicht mehr mit ihr geschlafen hat, aber sie bittet Sonya, niemandem davon zu erzählen, auch nicht Dick. Ein paar Tage später besucht Darnezi Richmonds Baustelle und bittet Frank und Dick, ihn zur Polizeiwache zu begleiten, um Pedro Lopez zu identifizieren, der gestanden hat, seine Verlobte in einem Eifersuchtsanfall am Strand ermordet zu haben, aber darauf besteht, nichts mit Richmonds Tod zu tun zu haben. Beim Verlassen des Bahnhofs kündigt Dick an, bei der Bank vorbeizuschauen und dann zu Mittag zu essen, und Frank kehrt zur Baustelle zurück.
Dort trifft er Sonya, die mit Dick zu Mittag essen wollte. Sie überredet Frank, sie zu begleiten und führt ihn in ein nahe gelegenes Restaurant, wo Frank überrascht ist, Dick mit Margo beim Mittagessen zu sehen. Verzweifelt weigert sich Frank, im Restaurant zu bleiben, und auf dem Rückweg zur Baustelle erzählt er Sonya, dass er sich nicht sicher ist, ob er Margo vertrauen kann. Gequält von den Erinnerungen an den Mord an Richmond und seiner wachsenden Angst vor Darnezis Ermittlungen, begibt sich Frank auf das Dach des halbfertigen Gebäudes, wo ihn Dick kurze Zeit später findet. Während er begeistert berichtet, dass sie den Kredit gesichert haben, ist Dick fassungslos, als Frank ihn fragt, was er beim Mittagessen gemacht hat. Obwohl er zunächst leugnet, Margo gesehen zu haben, gibt Dick zu, dass sie sich auf Margos Bitte hin getroffen haben, da sie sich Sorgen über Franks zunehmende Launenhaftigkeit machte. Dick gibt zu, dass er weiß, dass Richmond sich Margo aufgedrängt hat und bittet Frank, die Situation mit Margo zu besprechen. Verzweifelt bittet Frank Dick, ihn in Ruhe zu lassen, doch als sein Freund darauf besteht, ihn zu befragen, stößt er ihn von sich und muss entsetzt mit ansehen, wie Dick stolpert und vom Dach in den Tod stürzt. Nach Dicks Beerdigung beichtet Frank seinem Pfarrer, der ihn ermutigt, sich zu stellen. Einige Wochen vergehen, und Frank, der nach Dicks Tod verzweifelt versucht, das Geschäft am Laufen zu halten, plant eine weitere Geschäftsreise nach Mexiko, obwohl sein Sohn Steve aus erster Ehe im College-Alter zu Besuch kommt. Margo heißt Steve willkommen und hofft, seine Enttäuschung über Franks Abreise zu mildern, indem sie ihm sagt, dass sie hofft, dass sie Freunde sein können. Später besucht Frank Sonya, die ihm erzählt, dass sie das Geld aus Dicks Versicherung in die Firma investieren will und ihn fragt, ob sie Partnerin werden und ihn nach Acapulco begleiten kann. Erschrocken lehnt Frank ab.
In der Zwischenzeit hat Darnezi Franks Bewegungen beobachtet und berichtet dem Chefinspektor, dass Sonya eine große Summe Geld in Franks und Dicks Firma investiert hat. Am Abend isst Frank vor seiner Abreise hastig zu Hause zu Abend und ist nicht in der Lage, mit dem mürrischen Steve zu sprechen. Später belauscht Steve Frank und Margo beim Sex und ist abgelenkt und wütend. Als Frank zu seinem Nachtflug kommt, ist er überrascht, dass Sonya auf ihn wartet. Frank weist sie darauf hin, dass es für die Polizei verdächtig aussehen würde, wenn sie zusammen reisen, und bittet sie, es sich noch einmal zu überlegen, aber Sonya besteht darauf, dass sie keine Bedenken hat. Als Margo bei Sonya anruft, sagt der Anrufbeantworter, dass Sonya in Mexiko sei. In ihrer Verzweiflung trinkt Margo ein paar Drinks und raucht Marihuana. Als sie Steve unten Billard spielen hört, geht sie hin und verführt ihn. Am nächsten Morgen versucht Steve aufgeregt, allein in die Hütte der Familie zu fliehen, aber Margo folgt ihm nach einem kurzen Streit. Lupé, die Haushälterin der Delgados, ist durch den Streit zwischen Margo und Steve alarmiert und ruft Frank in Acapulco an. Am Nachmittag kommt Darnezi mit einem Spaten zum Haus der Delgados und zeigt ihn dem Gärtner José, der seine Initialen auf den Stiel schreibt und ihn so als seinen Spaten identifiziert. Darnezi verrät, dass der Spaten im Kofferraum von Richmonds Auto gefunden wurde, das auf dem Grund eines Sees lag. In der Nacht kehrt Frank, der seine Reise abgebrochen hat, nach Hause zurück, wird aber vor dem Haus von Darnezi empfangen, der ihn bittet, mit auf die Polizeiwache zu kommen. Dort verhört Darnezi Lopez erneut in der Hoffnung, ihm ein Geständnis zu entlocken, dass er zusammen mit Frank in die Morde verwickelt war.
Als Frank später das Polizeirevier verlässt, fährt er zur Hütte und geht, nachdem er Margo mit Steve im Bett gefunden hat, zu seinem Auto, um eine Pistole zu holen. Steve eilt hinaus, um sich bei seinem Vater zu entschuldigen, und Frank gesteht, dass er Richmond getötet hat und sich stellen wird. In diesem Moment kommen Darnezi und die Polizei, um Frank zu verhaften. Als ein Polizist sieht, dass Frank eine Pistole in der Hand hält, erschießt er Frank, der auf dem Boden zusammenbricht, während Steve ihn verzweifelt umarmt und Margo schockiert zusieht.

## Auszeichnungen
Komponist Sammy Fain und Texter Paul Francis Webster wurden für Strange Are the Ways of Love für den Oscar für den besten Originalsong nominiert.

## Kritik
Leonard Maltin gab dem Film in Leonard Maltin's Movie Guide eineinhalb Sterne und kommentierte, dass „Rey als Anti-Held dieses billigen Mordverdächtigen in der Hitchcock-Form okay ist“.